# Missouri Military Academy
La Missouri Military Academy è un'accademia militare americana situata nella città di Mexico, nello stato del Missouri, nell'America del Mid-West. È stata istituita nel 1889.